# Terebellides intoshi
Terebellides intoshi är en ringmaskart som beskrevs av Maurice Caullery 1915. Terebellides intoshi ingår i släktet Terebellides och familjen Trichobranchidae. Inga underarter finns listade i Catalogue of Life.